# Alqosh

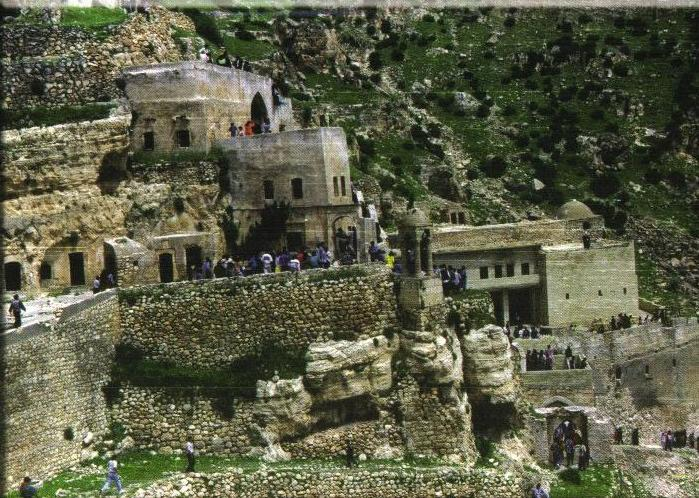
Monasterio Rabban Hormizd también denominado Monasterio Rabban Hurmizd

Alqosh (llamada también al-Qūš o Alqūsh; en árabe: ألقوش, en siríaco: ܐܠܩܘܫ) es en 2015 una ciudad del Irak septentrional,  en la gobernación de Ninawa.
Ubicada  a aproximadamente 50 km al norte de Mosul, esta antiquísima ciudad es mencionada por vez primera en una inscripción del palacio de  Senaquerib y sobresalió en el siglo VII a. C., en la actualidad (año 2016 d. C.) es uno de los principales centros del cristianismo correspondiente a la iglesia asiriocaldea : a 3 km en las vecindades de esta ciudad se encuentra el Monasterio Rabban Hormizd, sede de los patriarcas de la  iglesia cristiana nestoriana entre 1551 y 1804.